# Flüchtlingseigenschaft
Flüchtlingseigenschaft ist ein rechtlicher Status, der einem Asylbewerber in Deutschland förmlich zuerkannt wird, wenn er sich als nicht-deutscher Staatsangehöriger wegen begründeter Furcht vor Verfolgung wegen seiner Rasse, Religion, Nationalität, politischen Überzeugung oder Zugehörigkeit zu einer bestimmten sozialen Gruppe außerhalb seines Herkunftslandes befindet und dort als dessen Staatsangehöriger keinen Schutz erhält oder aus Furcht den dortigen Schutz nicht in Anspruch nehmen will oder als Staatenloser nicht dorthin zurückkehren kann oder will (§ 3 Abs. 1 Asylgesetz (AsylG); § 3 Abs. 4 AsylG). In der Bundesrepublik Deutschland wird das Vorliegen der Flüchtlingseigenschaft vom Bundesamt für Migration und Flüchtlinge (BAMF) in einem Asylverfahren, ggf. zusätzlich zur Asylberechtigung nach Art. 16a GG, festgestellt. Das BAMF kann im Klageverfahren auch von einem Gericht dazu verpflichtet werden, einen Antragsteller als Flüchtling anzuerkennen (§ 113 Abs. 5 VwGO). Gemäß § 6 AsylG ist die Entscheidung des Bundesamtes über das Vorliegen der Flüchtlingseigenschaft, abgesehen vom Auslieferungsverfahren sowie dem Verfahren nach § 58a des Aufenthaltsgesetzes (AufenthG), in allen Angelegenheiten verbindlich, in denen die Zuerkennung der Flüchtlingseigenschaft rechtserheblich ist.
Die Feststellung, dass eine Person die Flüchtlingseigenschaft besitzt, ist ein deklaratorischer Akt. Flüchtling nach der Genfer Flüchtlingskonvention (GFK) wird man nicht mit der förmlichen Zuerkennung der Flüchtlingseigenschaft, sondern mit Erfüllen der in der GFK genannten Kriterien. Im deutschen Recht stellt das BAMF – oder im Klageverfahren das Tatsachengericht – mithin aufgrund des vom Antragsteller im Asylverfahren hin beschriebenen Sachverhaltes sowie sonstiger Materialien zum Herkunftsland des Antragstellers lediglich fest, ob der Antragsteller tatsächlich unter die Flüchtlingsdefinition fällt oder nicht. Für den weiteren Aufenthalt im Bundesgebiet, etwa die Erteilung einer Aufenthaltserlaubnis nach § 25 Abs. 2 Alt. 1 AufenthG, ist diese positive Feststellung allerdings notwendig. Die Rechtsfolgen der Zuerkennung der Flüchtlingseigenschaft treten somit ex nunc ein. Möglich ist somit der Fall, dass eine Person sich im Bundesgebiet aufhält, die tatsächlich unter den Flüchtlingsbegriff fällt, weil sie die in Artikel 1 A Nr. 2 GFK genannten Voraussetzungen erfüllt, aber daraus keine weitere Rechte wie etwa einen Anspruch auf eine Aufenthaltserlaubnis oder einen Reiseausweis für Flüchtlinge geltend machen kann, weil mangels Antrag noch keine Feststellung über die Flüchtlingseigenschaft getroffen wurde.

## Entstehungsgeschichte
Der Flüchtlingsbegriff wird international in Art. 1 A Nr. 2 der Genfer Flüchtlingskonvention (GFK) von 1951 definiert. Danach ist Flüchtling, wer aus begründeter Furcht vor Verfolgung wegen seiner Rasse, Religion, Nationalität, Zugehörigkeit zu einer bestimmten sozialen Gruppe oder wegen seiner politischen Überzeugung sich außerhalb des Landes befindet, dessen Staatsangehörigkeit er besitzt, und den Schutz dieses Landes nicht in Anspruch nehmen kann oder wegen dieser Befürchtungen nicht in Anspruch nehmen will, oder der sich als Staatenloser infolge solcher Ereignisse außerhalb des Landes befindet, in welchem er seinen gewöhnlichen Aufenthalt hatte, und nicht dorthin zurückkehren will.
Die Vorgaben der GFK werden in Deutschland durch die Qualifikationsrichtlinie des Europäischen Parlaments und des Rates, welche 2004 erlassen und im Jahr 2011 überarbeitet wurde, konkretisiert. Diese bestimmt unter anderem:
- die Akteure, von denen Verfolgung i. S. d. GFK ausgehen kann (Artikel 6),
- die Akteure, die vor Verfolgung Schutz bieten können (Artikel 7),
- die Verfolgungshandlungen (Artikel 9),
- die Verfolgungsgründe (Artikel 10),
- die Mitwirkungspflichten des Antragstellers und die Prüfpflicht des Mitgliedsstaates (Artikel 4), den internen Schutz (Artikel 8),
- den Verlust der Flüchtlingseigenschaft (Artikel 11), den Ausschluss von der Anerkennung (Artikel 12) sowie
- die Ausstellung von Aufenthaltstiteln und Reiseausweisen an anerkannte Flüchtlinge (Artikel 24 und 25).

Die Bestimmungen der Richtlinie wurden durch das Gesetz zur Umsetzung der Richtlinie 2011/95/EU vom 28. August 2013, welches am 1. Dezember 2013 in Kraft trat, in das deutsche Asylrecht übernommen. Teilweise wurden die unionsrechtlichen Vorschriften der Richtlinie wörtlich übernommen, wodurch nationale Auslegungsspielräume vermieden werden. Weiterhin können Bundesamt und Gerichte nunmehr auf die Richtlinie zurückgreifen.
Bei der Frage, ob dem Antragsteller eine wohlbegründete Furcht vor Verfolgung droht, wird von der deutschen Asylrechtsprechung der Prognosemaßstab der beachtlichen Wahrscheinlichkeit herangezogen. Die Verfolgungsfurcht ist danach begründet, wenn bei Betrachtung der gesamten Umstände des Einzelfalls die Umstände, bei denen von einer Verfolgung ausgegangen werden kann, gegenüber den Gründen, die gegen eine Verfolgung sprechen, überwiegen.

## Umsetzung in Deutschland
Die Bundesrepublik Deutschland trat dem Abkommen über die Rechtsstellung der Flüchtlinge am 9. Dezember 1953 und dem Protokoll von 1967 am 5. November 1969 bei. Durch Zustimmungsgesetzes vom 1. September 1953 (BGBl II 1953, S. 559) ist das Abkommen für deutsche hoheitliche Gewalt bindend und steht nach Art. 59 Abs. 2 GG im Rang eines Bundesgesetzes. Bereits am 10. Januar 1953 war die sog. Asylverordnung, welche das Asylverfahren in der Bundesrepublik Deutschland erstmals regelte, in Kraft getreten. § 5 dieser Verordnung legte fest, dass Personen als Flüchtlinge anerkannt werden, wenn sie unter die Definition des Artikel 1 A der GFK fallen.

### Rechtslage bis 2005
Das am 1. Oktober 1965 in Kraft getretene Ausländergesetz (AuslG) ersetzte die Verordnung von 1953 und sah Regelungen für die Feststellung, Widerruf, für den weiteren Aufenthalt sowie für Rechtsstellung und Verbindlichkeit der Entscheidung vor. Weiterhin sah bereits § 14 AuslG 1965 vor, dass Personen in Anwendung des Non-Refoulement-Gebot des Artikel des Art. 33 GFK nicht in einen Staat abgeschoben werden dürften, in denen sie den dort bezeichneten Gefahren ausgesetzt wären. Erstmals wurde auch explizit zwischen der Flüchtlingsanerkennung nach der GFK, die bis zum Inkrafttreten des Protokolls von 1967 auf europäische Flüchtlinge und Ereignisse vor dem 1. Januar 1951 beschränkt war und der Asylberechtigung nach dem Grundgesetz unterschieden.
In den folgenden Jahren stand im deutschen Asylrecht die Feststellung der Asylberechtigung nach dem Grundgesetz im Vordergrund. Das Ausländergesetz von 1990 setzte zwar wieder ein einheitliches Verfahren zur Feststellung der Flüchtlingseigenschaft nach der GFK ein, nachdem diese 1982 mit der Herauslösung der Regelungen über das Asylverfahren aus dem Ausländergesetz und der Schaffung des Asylverfahrensgesetzes zugunsten der Asylberechtigung nach dem Grundgesetz abgeschafft wurde. Das Verfahren wurde allerdings nicht in Anlehnung an Art. 1 A Nr. 2 GFK durchgeführt; vielmehr wurden durch die §§ 51 und 53 Ausländergesetz Personen, die die Voraussetzungen des § 51 Abs. 1 AuslG – welcher das Non-Refoulement-Gebot des Artikel 33 GFK wieder aufgriff und nach der Rechtsprechung des Bundesverwaltungsgerichts im Wesentlichen eine verkürzte Wiedergabe des Art. 1 A Nr. 2 GFK darstelle und deshalb so anzuwenden sei, als ob er mit dem Flüchtlingsbegriff der GFK übereinstimme – ausländerrechtlich kein eigener Status, sondern lediglich ausländerrechtlicher Abschiebeschutz gewährt. Dass Personen, bei denen bestandskräftig die Voraussetzungen des § 51 Abs. 1 AuslG festgestellt wurden, Flüchtlinge im Sinne der GFK sind, wurde lediglich über § 3 AsylG geregelt. Dieser lautete in seiner damaligen Fassung:

„Ein Ausländer ist Flüchtling im Sinne des Abkommens über die Rechtsstellung der Flüchtlinge, wenn das Bundesamt oder ein Gericht unanfechtbar festgestellt hat, daß ihm in dem Staat, dessen Staatsangehörigkeit er besitzt oder in dem er als Staatenloser seinen gewöhnlichen Aufenthalt hatte, die in § 51 des Ausländergesetzes bezeichneten Gefahren drohen.“

Personen, bei denen bestandskräftig die Voraussetzungen des § 51 Abs. 1 AuslG festgestellt wurden, hatten grundsätzlich einen Anspruch auf eine Aufenthaltsbefugnis (§ 70 Abs. 1 AsylVfG a. F.) und in der Folge auf einen Reiseausweis für Flüchtlinge. Im Gegensatz zu den Asylberechtigten nach Art. 16a GG, die nach § 68 AsylVfG a. F. eine unbefristete Aufenthaltserlaubnis nach der unanfechtbaren Anerkennung erhielten, war die Aufenthaltsbefugnis allerdings auf maximal zwei Jahre beschränkt. Erst nach acht Jahren gab es die Möglichkeit, über § 35 AuslG ein unbefristetes Aufenthaltsrecht zu erlangen.

### Zuwanderungsgesetz und Qualifikationsrichtlinie
Durch das Inkrafttreten des Zuwanderungsgesetzes am 1. Januar 2005 wurde die rechtliche Stellung von Personen, die die Voraussetzungen des nunmehr neuen § 60 Abs. 1 des Aufenthaltsgesetzes (AufenthG), der im Gegensatz zu seinem Vorgänger § 51 Abs. 1 AuslG wieder explizit Bezug auf die GFK nahm, erfüllten, an die der Asylberechtigten nach dem Grundgesetz angepasst. Beide Personengruppen erhielten in Folge der Anerkennung eine dreijährige Aufenthaltserlaubnis, nach drei Jahren war eine Niederlassungserlaubnis nach § 26 Abs. 3 AufenthG möglich. Ebenfalls wurden die Voraussetzungen für den erleichterten Familiennachzug, Gleichstellung im Arbeitserlaubnisrecht, Gleichstellung im Bereich der Sozialleistungen sowie die Erlangung des „Familienasyls“ auf Personen, bei denen die Voraussetzungen nach § 60 Abs. 1 AufenthG vorliegen, ausgeweitet. Entgegen dem Vorschlag des UNHCR wurde eine weitergehende Definition eines Flüchtlings allerdings nicht in das deutsche Recht übernommen und die rechtliche Stellung des § 60 Abs. 1 AufenthG als „Abschiebeverbot“ weiterhin beibehalten.
Durch das Zuwanderungsgesetz wurde auch klargestellt, dass die Verfolgung im Sinne der GFK auch durch nichtstaatliche Akteure erfolgen kann. Dies war in Deutschland im Gegensatz zu anderen Vertragsstaaten zuvor nicht der Fall, da das Bundesverwaltungsgericht in seiner Rechtsprechung zu § 51 Abs. 1 AuslG die Auffassung vertreten hatte, dass die Verfolgung durch den Staat erfolgen müsse (oder zumindest diesem zuzurechnen wäre). Weiterhin wurde die geschlechtsspezifische Verfolgung explizit als asylrelevant eingestuft.
Bereits vor dem Inkrafttreten des Zuwanderungsgesetzes hatte der Rat der Europäischen Union die Richtlinie 2004/83/EG (sog. Qualifikationsrichtlinie) erlassen, welche das Ziel hatte, gemeinsame Kriterien für die Anerkennung von Asylbewerbern als Flüchtlinge im Sinne von Artikel 1 der Genfer Konvention einzuführen. Ziel der Richtlinie war es auch, über die Angleichung der Rechtsvorschriften für die Anerkennung und den Inhalt der Flüchtlingseigenschaft und des subsidiären Schutzes, die Sekundärmigration von Asylbewerbern zwischen Mitgliedstaaten, soweit sie ausschließlich auf unterschiedlichen Rechtsvorschriften beruht, einzudämmen.
Die Richtlinie wurde über das Gesetz zur Umsetzung aufenthalts- und asylrechtlicher Richtlinien der europäischen Union vom 19. August 2007 (BGBl. I S. 1970) in nationales Recht umgesetzt. Erstmals wurde damit in Anlehnung an Artikel 13 der Richtlinie der eigenständige Status der Flüchtlingseigenschaft im deutschen Recht geschaffen. § 3 AsylG wurde neu formuliert. Nunmehr galt gemäß § 3 Abs. 4 AsylG, dass einem Ausländer, der Flüchtling nach § 3 Abs. 1 AsylG ist, die Flüchtlingseigenschaft zuerkannt wird.

### Neufassung der Qualifikationsrichtlinie
Die Neufassung der Qualifikationsrichtlinie (Richtlinie 2011/95/EU) hatte erneut einige Gesetzesänderungen im deutschen Flüchtlingsrecht zur Folge. Durch das Gesetz zur Umsetzung der Richtlinie vom 28. August 2013 (BGBl. I S. 3474.), in Kraft seit dem 1. Dezember 2013, nahm der Gesetzgeber die Voraussetzungen für die Zuerkennung der Flüchtlingseigenschaft aus dem Regelungsbereich des Aufenthaltsgesetzes heraus und fügte sie stattdessen in das Asylverfahrensgesetz ein. § 3 AsylG enthält nunmehr auf Grundlage des Art. 1 A Nr. 2 GFK und Art. 2 lit. d RL 2011/95/EU die Definition eines Flüchtlings sowie die Ausschlussgründe, die zur Versagung der Flüchtlingseigenschaft führen. Die §§ 3a bis 3e AsylG regeln nun zudem in wortgleicher Anlehnung an die Richtlinie 2011/95/EU die Voraussetzungen für die Zuerkennung der Flüchtlingseigenschaft. Das in § 60 Abs. 1 AufenthG verankerte Prinzip des Abschiebeverbots blieb als Rechtsfolge der Flüchtlingsanerkennung bestehen.
Weiterhin wurden die sog. Abschiebungsverbote nach europäischem Recht (früher: § 60 Abs. 2, 3 sowie 7 Satz 2 AufenthG a.F.) nun in § 4 AsylG übernommen und damit die Rechtsstellung als subsidiär Geschützter geschaffen. Zusammen mit der Flüchtlingsanerkennung bilden die beiden Bestandteile nunmehr den sog. „internationalen Schutz“. Die nationalen Abschiebungsverbote § 60 Abs. 5 und 7 Satz 1 AufenthG blieben erhalten.

## Unterschiede zwischen Asylberechtigung und Flüchtlingseigenschaft

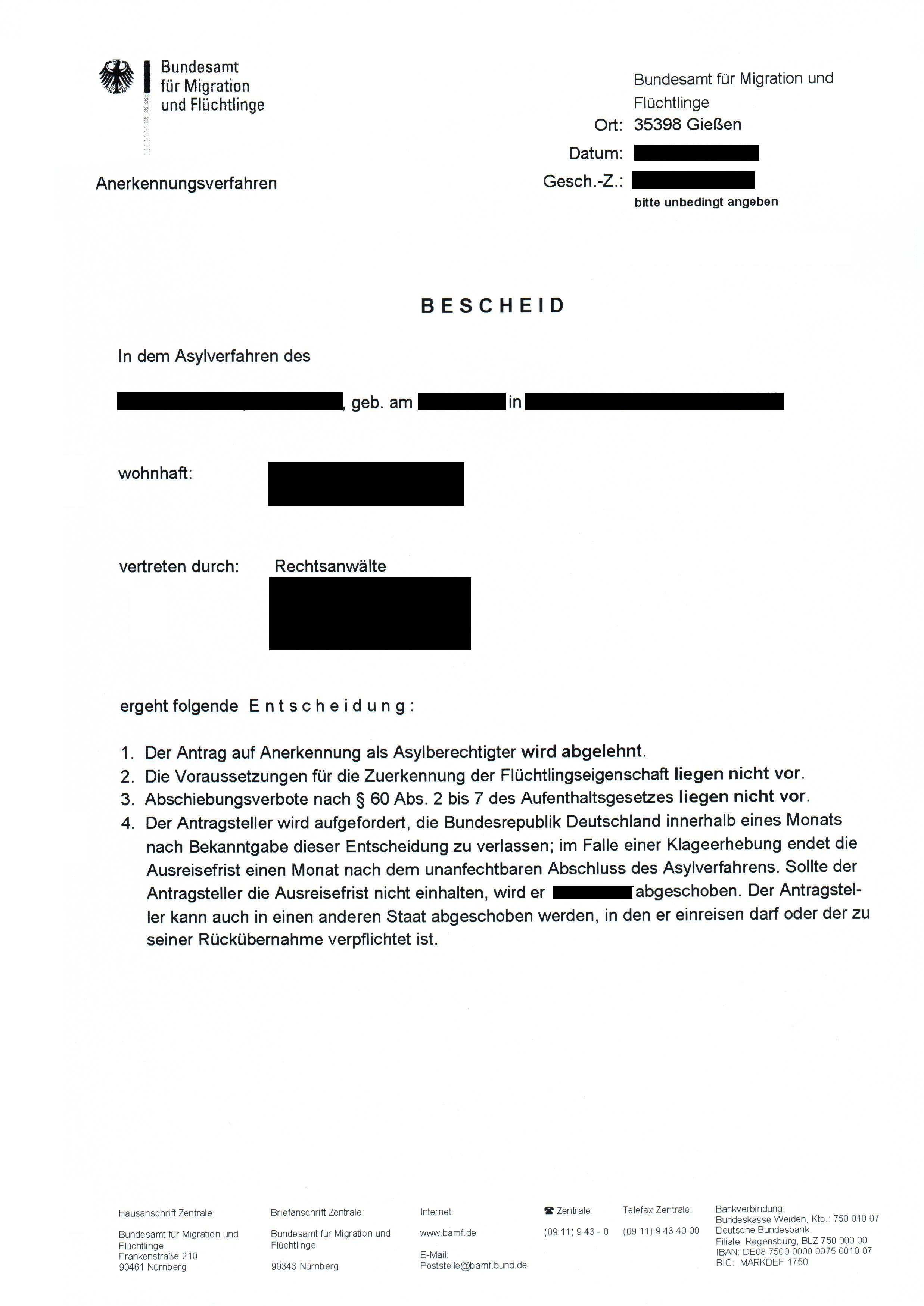
Beispiel eines älteren ablehnenden Bescheids des Bundesamtes für Migration und Flüchtlinge; sowohl Asylberechtigung, als auch Flüchtlingseigenschaft, als auch subsidiärer Schutz werden abgelehnt.

Flüchtlingseigenschaft und Asylberechtigung sind nicht deckungsgleich. Wer asylberechtigt ist, wird zwar zugleich auch die Flüchtlingseigenschaft besitzen; umgekehrt ist das aber nicht immer der Fall.
Die Asylberechtigung geht von der klassischen Trias eines Fluchtschicksals aus:
- Verfolgung im Heimatland in asylerheblicher Weise durch staatliche Stellen,
- deswegen Flucht nach Deutschland,
- deswegen Stellung eines Asylantrags in Deutschland.

Fehlt nur eines dieser Merkmale, kommt die Gewährung von Asyl nicht in Betracht. Asyl kommt auch nicht in Betracht, wenn der Asylbewerber aus einem sicheren Herkunftsstaat (§ 29a AsylG i. V. m. der Anlage II des Gesetzes) oder über einen sicheren Drittstaat (§ 26a AsylG) nach Deutschland eingereist ist oder die Einreise ohne Berührung mit einem sicheren Drittstaat nicht nachgewiesen ist. Dieser stark eingeschränkte Verfolgungsbegriff erfasst viele Verfolgungsschicksale überhaupt nicht. Zu nennen sind insbesondere
- die Verfolgung durch nichtstaatliche Akteure (z. B. in Ländern, in denen die staatlichen Strukturen weitgehend zerstört sind, wie z. B. derzeit in Somalia),
- das Verlassen des Heimatlandes ohne aktuelle Bedrohung,
- fehlende Kausalität in den drei Merkmalen (z. B. Flucht nach Deutschland erst nach sicherer Aufnahme in einem Drittstaat oder stark verspätete Asylantragstellung nach der Einreise) und
- vor allem die sog. Nachfluchtgründe, mithin Umstände, die erst während des Aufenthaltes im Land der Zuflucht eingetreten sind (z. B. Regierungswechsel im Heimatland, während sich der Betroffene bereits in Deutschland aufhält, oder erstmals im Bundesgebiet entfaltete oppositionelle Tätigkeit).

Diese Fälle werden jedoch in der Regel vom Flüchtlingsbegriff erfasst.
Die Anwendung des Dublin-Verfahrens nach Verordnung (EU) Nr. 604/2013 (Dublin III) erstreckt sich auf alle Formen des internationalen Schutzes (Asylberechtigung, Flüchtlingseigenschaft, subsidiärer Schutz).

## Anerkennungsverfahren

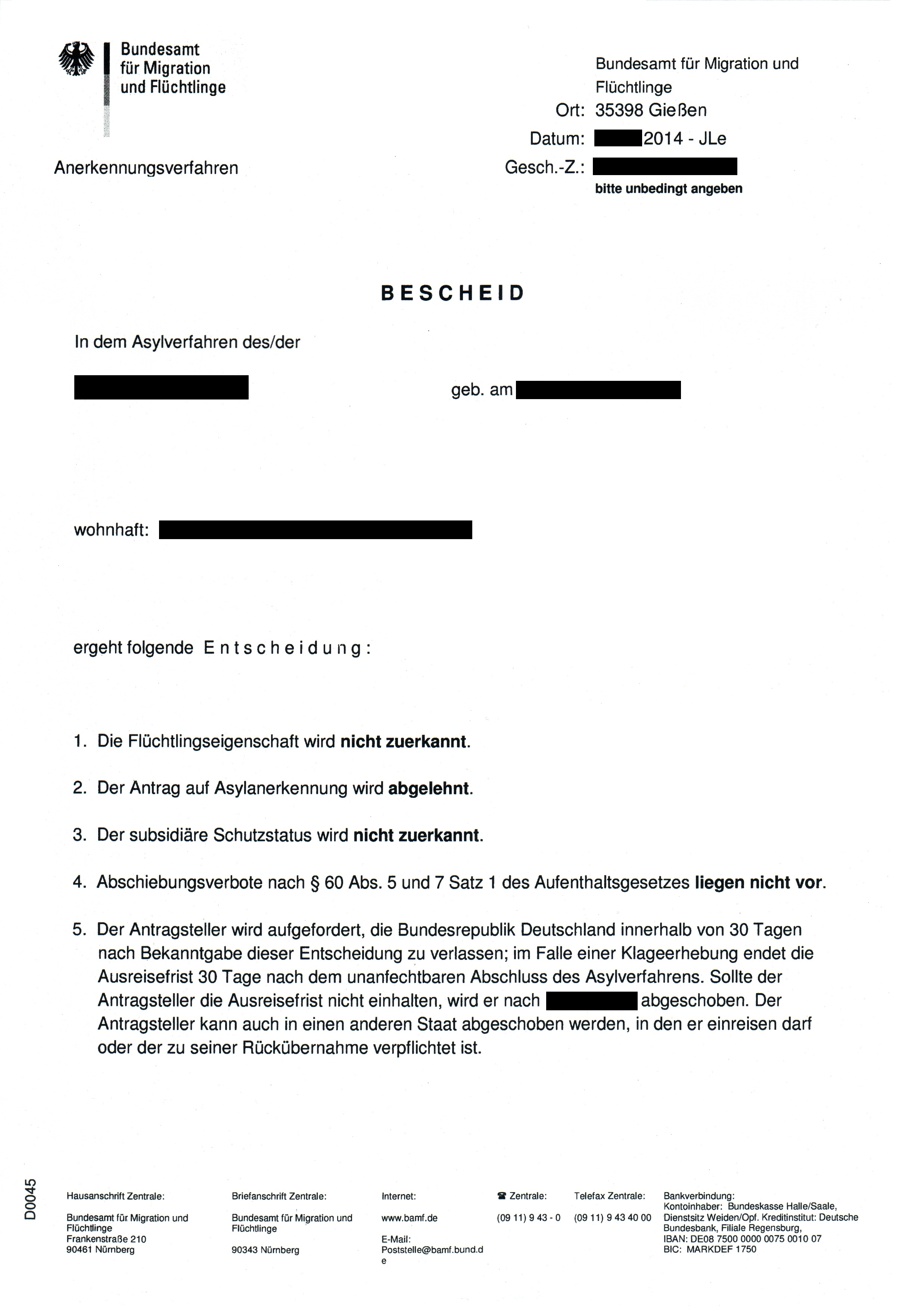
Beispiel eines neueren BAMF-Bescheides. Die Flüchtlingseigenschaft wird nunmehr als erstes geprüft.

Im Anerkennungsverfahren vor dem Bundesamt für Migration und Flüchtlinge wird mit jedem Asylantrag auch festgestellt, ob die Flüchtlingseigenschaft vorliegt. Möglich ist jedoch, dass der Antragsteller seinen Antrag von vornherein auf die Zuerkennung des internationalen Schutzes beschränkt (§ 13 Abs. 2 AsylG). Liegen die Voraussetzungen des Art. 16a GG vor, so tenoriert das Bundesamt im Bescheid „Der Antragsteller wird als asylberechtigt anerkannt.“. Liegen die Voraussetzungen des § 3 Abs. 1 AsylG vor, so tenoriert das Bundesamt „Dem Antragsteller wird die Flüchtlingseigenschaft zuerkannt.“. Liegen nur die Voraussetzungen für subsidiären Schutz (§ 4 AsylG) vor, tenoriert das Bundesamt „Dem Antragsteller wird der subsidiäre Schutzstatus zuerkannt.“. Liegen Abschiebungsverbote vor, wird das Vorliegen der jeweiligen Voraussetzung unter Angabe der genauen Rechtsgrundlage festgestellt (§ 31 Abs. 2 und 3 AsylG).

## Aufenthaltsrechtliche Folgen der Zuerkennung der Flüchtlingseigenschaft
Durch die Zuerkennung der Flüchtlingseigenschaft entsteht ein gesetzlicher Anspruch auf eine Aufenthaltserlaubnis (§ 25 Abs. 2 Alternative 1 AufenthG). Diese ist zunächst für drei Jahre zu erteilen (§ 26 Abs. 1 Satz 2 AufenthG). Zuständig dafür ist aber nicht das Bundesamt für Migration und Flüchtlinge, sondern die lokale Ausländerbehörde. Innerhalb dieser drei Jahre ist das Bundesamt entsprechend § 73 Abs. 2a AsylG verpflichtet zu überprüfen, ob die Voraussetzungen für den Widerruf der Flüchtlingseigenschaft gegeben sind. Liegen die Voraussetzungen vor, so muss das Bundesamt dies der Ausländerbehörde spätestens innerhalb eines Monats nach dreijähriger Unanfechtbarkeit der begünstigenden Entscheidung mitteilen. Anderenfalls kann eine Mitteilung an die Ausländerbehörde entfallen. Personen, denen die Flüchtlingseigenschaft zuerkannt worden ist, haben auch grundsätzlich einen Anspruch auf einen Reiseausweis für Flüchtlinge nach Artikel 28 Abs. 1 Satz 1 GFK, sofern sie sich rechtmäßig im Bundesgebiet aufhalten. Die Aufenthaltserlaubnis nach § 25 Abs. 2 Alternative 1 AufenthG begründet einen solchen Aufenthalt.
Liegt eine solche Mitteilung nicht vor, hat der anerkannte Flüchtling nach fünf Jahren einen Anspruch auf eine Niederlassungserlaubnis, wenn er die weiteren Voraussetzungen des § 26 Abs. 3 Satz 1 AufenthG erfüllt. Die Frist wird auf drei Jahre reduziert, wenn der Flüchtling die deutsche Sprache beherrscht. Dies ist der Fall, wenn er Sprachkenntnisse auf dem Niveau C1 des Gemeinsamen Europäischen Referenzrahmens vorweisen kann. Für Kinder, die vor Vollendung des 18. Lebensjahres nach Deutschland eingereist sind, kann § 35 AufenthG entsprechend angewandt werden. Ebenso ist es möglich, nach insgesamt fünf Jahren die Erlaubnis zum Daueraufenthalt-EU zu erlangen.
Die Ehegatten sowie minderjährigen ledigen Kinder von Personen, denen die Flüchtlingseigenschaft zuerkannt wurde, können unter den Voraussetzungen des § 26 Abs. 1 und 2 i. V. m. Abs. 5 AsylG ebenfalls als Flüchtlinge anerkannt werden. Dies gilt auch für die Eltern eines minderjährigen ledigen Flüchtlings sowie seiner minderjährigen ledigen Geschwister (§ 26 Abs. 3 i. V. m. Abs. 5 AsylG). Ferner sehen die § 29 Abs. 2 und § 30 Abs. 1 AufenthG Erleichterungen bei der Familienzusammenführung vor.
Im Gegensatz zu den meisten Aufenthaltstiteln kommt es auf die sog. Regelerteilungsvoraussetzungen des § 5 Abs. 1 und 2 AufenthG nicht an. Die Aufenthaltserlaubnis kann allerdings im Einzelfall dann versagt werden, wenn der anerkannte Flüchtling aus schwerwiegenden Gründen als Gefahr für die Sicherheit der Bundesrepublik Deutschland anzusehen ist.
Gegenüber Besitzern einer Aufenthaltserlaubnis nach § 25 Abs. 2 Alt. 1 AufenthG darf alleine aufgrund des Bezuges von Sozialleistungen keine Wohnsitzauflage verfügt werden. Das Bundesverwaltungsgericht hatte im Jahr 2008 die bisherige Praxis für rechtswidrig erklärt, da diese nicht mit Artikel 23 der GFK vereinbar ist. Durch das Integrationsgesetz hat der Gesetzgeber allerdings über § 12a AufenthG beschlossen, eine Wohnsitzauflage zur Förderung der nachhaltigen Integration in die Lebensverhältnisse der Bundesrepublik Deutschland einzuführen. Hiernach sind alle Personen, die nach dem 1. Januar 2016 als Flüchtlinge anerkannt wurden, verpflichtet, für die Dauer von maximal drei Jahren ab Anerkennung oder Erteilung der Aufenthaltserlaubnis in dem Land ihren gewöhnlichen Aufenthalt (Wohnsitz) zu nehmen, in das sie zur Durchführung ihres Asylverfahrens oder im Rahmen ihres Aufnahmeverfahrens zugewiesen worden sind.
Für die Besitzer eines nach Artikel 28 GFK ausgestellten Reiseausweises besteht auch die Möglichkeit, unter Hinnahme von Mehrstaatigkeit eingebürgert zu werden (§ 12 Abs. 1 Nr. 6 StAG). Ferner ist es möglich, im Rahmen der Ermessenseinbürgerung nach § 8 StAG bereits nach sechs, anstelle von acht Jahren Aufenthalt eingebürgert zu werden.